# スタウプリミド
スタウプリミド（stauprimide）は、インドロカルバゾール類のスタウロスポリンファミリーの半合成アナログである。スタウプリミドは、将来性のある抗腫瘍剤としてプロテインキナーゼCに対する選択的阻害活性を向上するための精力的な構造活性相関研究の一部として1994年に初めて発表された。最近になって、スタウプリミドは、定義された細胞外シグナル合図と相乗的にマウスおよびヒト胚性幹細胞の指向性分化の効率を上げることが示されている。スタウプリミドはNME2 (PUF) 転写因子と相互作用し、c-Mycの発現を下方制御することによって、幹細胞の分化を導く。